# Vera y Pintado
Vera y Pintado es una localidad argentina ubicada en el departamento San Justo de la provincia de Santa Fe. Se encuentra sobre la ruta nacional 11, que la vincula al norte con Calchaquí y al sur con San Justo.
La localidad nació a partir de la estación de ferrocarril del antiguo Ferrocarril Provincial de Santa Fe, abierta en 1889. En el kilómetro 174 del ramal se abre la estación Fives Lille, que correspondía a la razón social de la concesionaria francesa del ferrocarril, aunque luego sería rebautizada Guaraníes por una familia aborigen que habitaba el lugar. En 1891, se considera fundado el pueblo cuando los hermanos Cabal mandaron a edificar la estación, aunque el lugar ya se encontraba poblado desde hace unos años, que se constituía como un centro forestal al cual se anexarían colonias agrícolas. Dependía administrativamente de La Criolla hasta que en 1946 se creó la comuna. En 1951, cambió el nombre de Fives Lille por Vera y Pintado, en homenaje al poeta y abogado Bernardo de Vera y Pintado. Su escuela data de 1910, y se convirtió en escuela agropecuaria en 1970.
Entre los atractivos del lugar se hallan la laguna del Plata y la Estancia La Criolla, cuyo edificio principal fue erigido en la década de 1910 por empresarios ingleses y cuyo diseño estuvo en manos del famoso arquitecto Alejandro Bustillo.

## Población
Cuenta con 1343 habitantes (Indec, 2022), lo que representa un aumento frente a los 1168 habitantes (Indec, 2010) del censo anterior.
| Gráfica de evolución demográfica de Vera y Pintado entre 1991 y 2022 |
|                                                                      |
| Fuente: Censos nacionales del INDEC                                  |